# 出口修至
出口 修至（でぐち しゅうじ、1948年2月7日 - ）は、日本の天文学者。理学博士。国立天文台野辺山宇宙電波観測所准教授。専門は電波天文学、メーザー理論。

## 来歴
愛知県知多市出身。京都大学理学部宇宙物理学科卒。東京大学大学院理学系研究科博士課程修了。大学院では海野和三郎に師事し、博士号取得後渡米。カリフォルニア工科大学、マサチューセッツ大学の研究員、イリノイ大学の客員助教授を経て、国立天文台野辺山宇宙電波観測所准教授。野辺山45m電波望遠鏡を用いた、一酸化珪素メーザー探査プロジェクトの主宰者として世界的に名前を知られている。査読学術論文の総被引用回数は1500回を越える。

## 代表的な学術論文
- Deguchi, Shuji; Watson, William D., "Interacting masers and the extreme brightness of astrophysical water masers", Astrophysical Journal, Part 2 - Letters (ISSN 0004-637X), vol. 340, May 1, 1989, p. L17-L20.
- Deguchi, S., "Interpretation of the VLBI maps of maser spots", Astrophysical Journal, Part 1, vol. 259, Aug. 15, 1982, p. 634-646.
- Deguchi, S., "Grain formation in cool stellar envelopes", Astrophysical Journal, Part 1, vol. 236, Mar. 1, 1980, p. 567-576.
- Deguchi, S., "Hot-gas cold-dust pumping for water masers associated with H II regions", Astrophysical Journal, Part 1, vol. 249, Oct. 1, 1981, p. 145-151.
- Deguchi, S., "Water maser and envelope of infrared stars.", Publ. Astron. Soc. Jap., 29, 669-681 (1977)

## 著書

### 単著
- 『ふたたびキットピークへ-アメリカ天文紀行』（地人書館　1982年）
- 『星間分子物語』（地人書館　地人選書　1985年）

### 訳著
- 『宇宙最後の3分間』（草思社　サイエンス・マスターズ　1995年）
- 『ブラックホール―宇宙最大の謎』（三省堂　1997年）
- 『量子と混沌』（地人書館 地人選書　1987年）

### 編著
- 『スーパーストリング-超ひも理論の世界』（紀伊國屋書店　科学選書　1990年）